# Martfű
Martfű è una città di 6.838 abitanti situata nella contea di Jász-Nagykun-Szolnok, nell'Ungheria centro-orientale.

## Amministrazione

### Gemellaggi
- Tuchów, Polonia
- Tăuții-Măgherăuș, Romania